# Don Banks
Don Banks   (Melbourne, 25 d'octubre de 1923 - Sydney, 5 de setembre de 1980) va ser un compositor australià de concerts, jazz i música comercial.
El jazz va ser la primera i més forta influència musical de Banks. Va estudiar composició en privat amb Mátyás Seiber, que es va interessar molt pel jazz, des de 1950-1952. Es va fer amic i soci de Gunther Schuller i va estar molt relacionat amb Tubby Hayes, escrivint diverses composicions per a ell.
A la dècada de 1950 Banks era el secretari d'Edward Clark, cap del "London Contemporary Music Center". Va ser president de la "Society for the Promotion of New Music" (SPNM) el 1967-68, i va ocupar diversos altres càrrecs a Londres mentre vivia a Purley, Surrey (al número 16 de l'avinguda Box Ridge).
Va tornar a Austràlia el 1972, com a cap d'estudis de composició i música electrònica a la "Canberra School of Music". Va romandre allà fins al 1977 i després va tenir una sèrie de llocs educatius. El 1978 va ser nomenat cap de l'Escola d'Estudis de Composició del Conservatori de Música de Nova Gal·les del Sud.
Les obres més conegudes de Banks inclouen la Sonata da Camera per a flauta, clarinet, clarinet baix, piano, percussió, violí, viola i violoncel (1961 - dedicada a Matyas Seiber); un concert de trompa (1965 - dedicat i estrenat per Barry Tuckwell, igual que el trío de trompa); un trio per a trompa, violí i piano (1962); un Concert per a violí (1968) i Nexus, la seva composició principal de "Third Stream".
Va morir a casa seva, al suburbi de Sydney, a McMahons Point, després d'una batalla de vuit anys contra la leucèmia limfocítica crònica. Va deixar una vídua, Valerie, i un fill, Simon. El "Don Banks Music Award", finançat pel "Australian Council for the Arts", rep el seu nom.